# Glyptemys
Glyptemys – rodzaj żółwi z rodziny żółwi błotnych (Emydidae).

## Zasięg występowania
Rodzaj obejmuje gatunki występujące we wschodniej Ameryce Północnej (Kanada i Stany Zjednoczone). 

## Systematyka

### Etymologia
- Glyptemys: gr. γλυπτης gluptēs „rzeźbiarz”, od γλυφω gluphō „rzeźbić”[5]; εμυς emus, εμυδος emudos „żółw wodny”[6].
- Calemys: gr. καλος kalos „piękny”[7]; εμυς emus, εμυδος emudos „żółw wodny”[6]. Gatunek typowy: Testudo muhlenbergii Schoepff, 1801.

### Podział systematyczny
Do rodzaju należą następujące gatunki: 
- Glyptemys insculpta (Le Conte, 1830) – żółw leśny[8]
- Glyptemys muhlenbergii (Schoepff, 1801) – żółw torfowiskowy[8]